# Szárazanyag
A szárazanyag valamely anyagnak a nedvesség szabványos körülmények között történő eltávolítása után kapott része. Leggyakrabban növényi és állati eredetű anyagok, ételek szárazanyag-tartalmáról esik szó, ami főleg szénhidrátokból, zsírokból, fehérjékből, vitaminokból, ásványi anyagokból és antioxidánsokból áll. Az étrend kilokalóriában vagy kilojoule-ban mért energiatartalmát adó szénhidrátokból, zsírokból és fehérjékből jön össze az ételek szárazanyag-tartalmának mintegy 90 százaléka. A szárazanyag-tartalom megadható tömegszázalék formájában vagy abszolút értékben, utóbbi esetben száraz tömegről beszélhetünk.
A szárítás történhet kis nedvességtartalmú minta esetén laboratóriumi exszikkátorban. Általában egy vékony réteget alakítanak ki, a fóliás módszer esetén a vizsgálandó mintát nyomás segítségével oszlatják el nagy felületű fóliák között.
Az egyes élelmiszerek víztartalma nagyon különböző lehet. Az élelmiszerek egy részének több mint felét víz alkotja: ilyen például a megfőtt zabpehely (84,5%), a főtt makaróni (78,4%), a főtt tojás (73,2%), a főtt rizs (72,5%), a baromfihús (70,3%), a hátszín (61,9%). A gyümölcsök és zöldségek víztartalma 70-95%, a legtöbb hús kb. 70%-ban vízből áll. A pékáruknak mintegy 36%-a víz. Egyes ételek víztartalma 5% alatt van: ilyen a mogyoróvaj, a különböző kekszek és a csokoládétorta.
A tejtermékek víztartalma széles skálán mozog: a vajban 15% víz van, a tehéntej víztartalma 86-88% között mozog, a svájci sajtban pedig 37% víz található.  A tej és a tejtermékek szárazanyag-tartalmát leginkább a tejzsír mennyisége határozza meg, így a teljes tejben van a legtöbb szárazanyag és a sovány tejben a legkevesebb. A sajtban lévő szárazanyag fehérjéket, tejzsírt, laktózt (csak kis mennyiségben, a sajtkészítés során ez eltűnik) és ásványi anyagokat tartalmaz. A sajt zsírtartalmának megállapításához a „zsír a szárazanyag-tartalomban” (angolul fat in dry matter = fdm) mutatót szokták meghatározni, ezután veszik figyelembe a sajt víztartalmát.
A cukoriparban a szárazanyag-tartalom a kristályosítási folyamat fontos paramétere, gyakran valós időben mérik mikrohullámú sűrűségmérők segítségével.

## Fordítás
- Ez a szócikk részben vagy egészben a Dry matter című angol Wikipédia-szócikk ezen változatának fordításán alapul.  Az eredeti cikk szerkesztőit annak laptörténete sorolja fel. Ez a jelzés csupán a megfogalmazás eredetét és a szerzői jogokat jelzi, nem szolgál a cikkben szereplő információk forrásmegjelöléseként.